# Ханна Кепл
Ханна Кепл (англ. Hannah Kepple; нар. 20 листопада 2000, м. Бревард, Північна Кароліна, США) ― американська акторка та модель. Найбільш відома за ролями Мун в телесеріалі «Кобра Кай» (2018—2022) та Джессі у стрічці «Клас» (2022).

## Біографія
Народилася 20 листопада 2000 року в місті Бревард, штат Північна Кароліна, в родині Джулі та Річа Кепл. У неї є брат і сестра, а саме Бен і Елла, з якими вона дуже близька. Вона має американське коріння і її знак зодіаку Скорпіон. Вона відвідувала середню школу Рейнольдса в Траутдейлі, штат Орегон, і відвідувала коледж, щоб отримати вищу освіту.

## Кар'єра
Ханна Кепл — телевізійна акторка, а також модель. Її акторська кар’єра почалася з другорядних ролей у документальних фільмах, підкаст-інтерв'ю та інших телешоу. У дитинстві вона приєдналася до агентства талантів Screen Artists Co-Op. Вона займається йогою та часто тренується, оскільки, як відомо, дуже уважно ставиться до свого здоров’я та дотримується вегетаріанської дієти. Окрім акторської діяльності, Кепл також займається рекламою брендів і продуктів та фотосесіями .Вона також з’явилася в «Розкажи мені свої секрети» (2019) в ролі Емілі та «Твій найгірший кошмар» (2019) в ролі Крісті після її проривної ролі Мун у «Кобра Каї». Вона дебютувала з цим проривним шоу в 2018 році, яке було показано на YouTube Red у тому ж році та було на YouTube Premium протягом кількох сезонів, перш ніж перейти на Netflix для третього сезону. Її також бачили в «The Man Cave Chronicles Podcast» у 2018 році. 

## Особисте життя
Кепл зустрічалася з Ксоло Марідуенья, її партнером по телесеріалу «Кобра Кай», у 2019 році, однак вони розлучилися. У неї величезна база шанувальників, які слідкують за нею в соціальних мережах.

## Фільмографія

### Телебачення
| Рік       | Українська назва          | Оригінальна назва       | Роль                  |
| --------- | ------------------------- | ----------------------- | --------------------- |
| 2018-2022 | Кобра Кай                 | Cobra Kai               | Мун (22 епізоди)      |
| 2018      | Кобра Кай Компаньйон      | Cobra Kai Kompanion     | Підкаст (1 епізод)    |
| 2019      | Твій найгірший кошмар     | Your worst nightmare    | Крісті Рей (1 епізод) |
| 2021      | Розкажи мені свої секрети | Tell me your secrets    | Емілі (1 епізод)      |
| 2021      | Калейдоскоп жахів         | Kaleidoscope of horrors | Дебра (1 епізод)      |
| 2021      | За межами фантазії        | Beyond imagination      | Ліанна (1 епізод)     |

### Фільми
| Рік  | Українська назва | Оригінальна назва | Роль   |
| ---- | ---------------- | ----------------- | ------ |
| 2022 | Клас             | The Class         | Джессі |